# Affaire Ahmaud Arbery
L'affaire Ahmaud Arbery est l'affaire judiciaire liée à la mort par balle de Ahmaud Arbery, un Afro-Américain de 25 ans, non armé, dans la journée du 23 février 2020 à Brunswick, en Géorgie. Les auteurs des coups de feu sont un policier blanc à la retraite de 64 ans nommé Gregory McMichael, son fils Travis âgé de 34 ans au moment des faits, et un voisin. Ils sont jugés coupables du meurtre raciste et condamnés à la prison à perpétuité en novembre 2021 par la justice de l’État de Géorgie et en 2022 au niveau fédéral.

## Description des faits
Ahmaud Arbery est un jeune afro-américain de 25 ans vivant à Brunswick, en Géorgie. Le 23 février 2020, alors qu'il se trouve dans le lotissement de Satilla Shores, une camionnette conduite par Gregory McMichael (64 ans, policier à la retraite) accompagné son fils Travis (34 ans) s'arrête à son niveau. Un peu en recul dans un second véhicule, William "Roddie" Bryan, un voisin des McMichael, filme la scène dans une vidéo de 36 secondes. Tout se déroule alors très rapidement : le père est assis dans son véhicule, le fils va à la rencontre d’Arbery et une dispute éclate entre les trois hommes. Travis McMichael et Arbery se disputent le fusil que tient le premier, et trois coups de feu partent. Ahmaud Arbery, cherche ensuite à s'éloigner mais s'effondre après quelques pas. L'autopsie détectera trois impacts de balles de fusil sur le corps du jeune homme.
La vidéo se retrouve rapidement entre les mains des autorités qui convoquent les deux suspects Gregory et Travis McMichael. Ils expliquent avoir pris leur victime pour un cambrioleur qui aurait sévi depuis plusieurs semaines dans le voisinage. En voyant Ahmaud Arbery s’approcher d’une maison en construction, ils pensent qu’il représente alors un danger et se mettent à le poursuivre. Arrivés à son niveau, une dispute éclate alors et ils prennent la décision de tirer sur Ahmaud Arbery. À l'issue de ces auditions, le procureur George Barnhill fait un communiqué concluant que ces explications étaient probantes et qu’elles ne justifiaient pas l'arrestation des deux hommes. Ces derniers avaient eu « une raison solide » de penser qu'Arbery était le cambrioleur qui sévissait dans le voisinage et d'intervenir comme la loi géorgienne le permet,.
Le 5 mai, soit soixante-quatorze jours après l'homicide de Ahmaud Arbery, la vidéo est rendue publique via le site internet d'une radio locale, WGIG (en), puis mise à disposition sur les plateformes YouTube et Twitter par la famille de Arbery ; les médias s'emparent alors de l'affaire. Quelques heures après, la justice géorgienne convoque un grand jury pour analyser si des charges doivent être retenues contre les deux hommes puis le Georgia Bureau of Investigation (en) se saisit de l'affaire. Après 36 h, il décide d’interpeller Gregory et Travis McMichael le 10 mai 2020.
Le GBI précise que son enquête ne portera que sur le meurtre et pas sur les raisons du délai pour interpeller les deux hommes.

## Protagonistes de l'affaire

### Ahmaud Arbery
Ahmaud Arbery est la victime de l'affaire. Arbery est né le 8 mai 1994 et est afro-américain. Il étudia au Brunswick High School (en). 
Au lycée, il fut condamné à cinq ans de liberté surveillée, dans le contexte d'une première condamnation, pour port d'arme sur le campus, et plusieurs accusation d'obstruction à agent de police.
En 2018, il fut condamné pour violation de liberté conditionnelle, après avoir été jugé coupable de vol à la tire.

### Gregory McMichael
Gregory McMichael est l'un des meurtrier de l'affaire. C'est un ancien policier de 64 ans lors des faits qui a travaillé dans la police du comté de Glynn (GCPD) de 1982 à 1989, puis comme enquêteur pour le procureur de district de Brunswick de 1995 à sa retraite en mai 2019. Il est interpellé le 10 mai 2020, 74 jours après les événements.

### Travis McMichael
Travis McMichael est l'un des présumés meurtrier de l'affaire. Il est le fils de Gregory McMichael. Il est interpellé le 10 mai 2020, 74 jours après les événements.

### George Barnhill
Procureur du comté de Waycross, il est le deuxième procureur nommé pour gérer ce meurtre après le dessaisissement de Jackie Johnson pour conflit d'intérêts.
Il se rend alors compte à son tour d’un possible conflit d'intérêts du fait que son fils ait travaillé avec Gregory McMichael sur une précédente affaire impliquant Ahmaud Arbery, et demande à son tour à être dessaisi de l'affaire, le 7 avril.
Le procureur général de Géorgie lui reproche d'avoir tardé à déclarer son conflit d'intérêts, et de n'avoir pas signalé qu'il s'était impliqué dans l'affaire avant d'être nommé en remplacement de Jackie Johnson (il aurait déclaré au GCPD « qu’il ne voyait aucun motif pour l’arrestation de l’une quelconque des personnes impliquées dans la mort de M. Arbery » le lendemain du meurtre).
Il s’est fait inculper pour entrave à l’action de la police et partialité.

### Jackie Johnson
Vice-procureure du comté de Brunswick, elle informe le 27 février 2020 d'un possible conflit d'intérêts le procureur général de Géorgie Christopher M. Carr (en), à qui il revient de la remplacer dans ce cas de figure[réf. nécessaire].

### Tom Durden
Procureur du district judiciaire d'Atlantic de Waycross, il est le troisième procureur nommé dans cette affaire, le 13 avril 2020. Il est chargé de l'affaire lorsque la vidéo de la fusillade est rendue publique (à partir du 5 mai 2020). Il accepte alors la proposition, faite sur Twitter le 6 mai, du gouverneur de Géorgie Brian Kemp de saisir le GBI (antenne géorgienne du FBI) qui procède à l'arrestation des McMichael le 7 mai.
Le même jour, Durden déclare à la presse qu'il présentera l'affaire au premier grand jury qui se tiendra dans le comté de Glynn (jurys fermés pour cause de confinement lié à la pandémie de Covid-19) avant de demander, à son tour à être remplacé par un procureur avec de plus grands moyens étant donné « l'amplitude qu'a pris l'affaire ».

### Joyette Holmes
Procureur du district du comté de Cobb, elle est la quatrième procureure nommée dans cette affaire, le 11 mai 2020. Il s'agit d'une femme noire, à la tête d'un district judiciaire situé de l'autre côté de l'état de Géorgie à Marietta (alors que les trois premiers procureurs étaient de districts voisins, sur la côte atlantique).

## Réactions publiques et politiques
Le président des États-Unis Donald Trump réagit en disant que « ces images étaient très dérangeantes ».
Le candidat démocrate à l'élection présidentielle américaine de 2020 Joe Biden dit que « Ahmaud Arbery a été abattu de sang froid. Sa famille mérite justice, et ils le méritent maintenant. »

## Jugements
Début novembre 2021, l'annonce de la composition du jury suscite une polémique, parce que celui-ci est composé de onze Blancs et d’un seul Afro-Américain, les autres ayant été écartés. Le verdict rendu fin novembre 2021 est la culpabilité de Travis McMichael, l’auteur des coups de feu mortels, son père, Gregory McMichael, et leur voisin, William Bryan. Ils sont condamnés à la prison à vie en janvier 2022.
Le 22 février 2022, les trois hommes sont reconnus coupables de « crime raciste » par un jury fédéral composé de huit personnes blanches, trois noires et une hispanique, qui ont délibéré moins d’une journée,,; Travis McMichael et son père Gregory sont condamnés à la prison à vie une deuxième fois en août 2022.